# 正一位
正一位（しょういちい）は、位階及び神階のひとつ。諸王及び人臣における位階・神社における神階の最高位に位し、従一位の上にあたる。

## 概要
関白や太政大臣、あるいは征夷大将軍として功労をなした者その他、国家に対する偉勲の著しい者が叙されている。ただし、生前に叙された者は史上7人のみで、ほとんどが没後の贈位に用いられている。1869年（明治2年）に定められた職員令では、大初位・少初位とともに「虚位」とされ、以降は相当の職がなくなった。また、生前叙位は1891年（明治24年）の三条実美を、没後追贈は1917年（大正6年）の織田信長をそれぞれ最後として、以降には叙位の例がない。1926年（大正15年）の皇室儀制令によって法制化された宮中席次にも、正一位に叙された人物が序列第何位になるかの規定は存在しなかった。現行の位階令でも規定されているが実際に叙された者はおらず、叙されたのは一階下の従一位までである。
神階については、神社は個人と異なり寿命がないので、進階が重なった結果、年を経るごとに多くの神社が「正一位」になった。さらに、神社の分祀時には勧請元の神階は引き継がれない定めであったが、律令制が弛緩するにつれて、勧請元の神階を名乗る例が現れるようになった。特に稲荷神社では、総本社の伏見稲荷大社が建久5年12月（1195年1月）の後鳥羽天皇の行幸に際して「本社勧請の神体には『正一位』の神階を書加えて授くべき」旨が勅許されたとされており、勧請を受けた全国の稲荷神社もこれを根拠に正一位を名乗るようになった。

## 正一位に叙された神社
- 神産日神、高御産日神、玉積産日神、足産日神（宮中八神殿→皇居宮中三殿神殿に合祀）
- 賀茂御祖神（山城国 賀茂御祖神社）・・・807年
- 賀茂別雷神（山城国 賀茂別雷神社）・・・807年
- 辛国息長大姫大目命、忍骨命（香春神社、福岡県田川郡香春町大字香春733）・・・843年
  - 第54代仁明天皇御宇（833〜850)の承和十年（843年）三月三日、辛国息長大姫大目命、忍骨命を共に正一位に叙し賜ふ『神位宣解』
- 伊波比主命神（下総国 香取神宮）・・・850年
- 大神大物主神（大和国 大神神社）・・・859年
- 大己貴神（大和国 大名持神社）・・・859年
- 松尾神（山城国 松尾大社）・・・866年
- 石上神（大和国 石上神宮）・・・868年
- 日本大国魂大神/倭大国魂神（大和神社、奈良県天理市新泉町星山306）・・・897年
- 今木神（山城国 平野神社）
- 春日神（大和国 春日大社）
- 枚岡天児屋根命（河内国 枚岡神社）
- 建御賀豆智命神（常陸国 鹿島神宮）
- 大比叡神（近江国 日吉大社）

## 正一位に叙された人物
太字は生前叙位。
| 名前         | 叙位日                              | 備考・説明 |
| ------------ | ----------------------------------- | --- |
| （巨勢徳多） |                                     | 左大臣。ただし『尊卑分脈』で正一位に擬せられているものの、徳多の死去時に「正一位」という位階は存在せず、任ぜられたのは大繡（冠位十九階の上から3番目）である。 |
| 藤原不比等   | 養老4年10月23日 （720年11月27日）   | 右大臣、正二位 |
| 藤原宮子     | 神亀元年 （724年）                  | 文武天皇の夫人、聖武天皇の母 |
| 藤原武智麻呂 | 天平9年7月25日 （737年8月25日）     | 左大臣。叙位日当日に薨去。 |
| 藤原房前     | 天平9年10月7日 （737年11月3日）     | 参議、正三位 |
| 橘諸兄       | 天平感宝元年4月14日 （749年5月4日） | 左大臣 |
| 県犬養三千代 | 天平宝字4年8月7日 （760年9月20日）  | 美努王・藤原不比等の妻、橘諸兄・光明皇后の母 |
| 藤原仲麻呂   | 天平宝字6年2月1日 （762年2月28日）  | 太師、太保 |
| 藤原永手     | 宝亀元年10月1日 （770年10月23日）   | 左大臣 |
| 紀諸人       | 延暦4年5月3日 （785年6月14日）      | 光仁天皇の外祖父 |
| 藤原種継     | 延暦4年9月24日 （785年10月31日）    | 正三位、中納言 |
| 藤原旅子     | 延暦7年5月13日 （788年6月21日）     | 桓武天皇の夫人、淳和天皇の母 |
| 和乙継       | 延暦9年12月 （791年1月）            | 高野新笠の父 |
| 土師真妹     | 延暦9年12月 （791年1月）            | 高野新笠の母 |
| 藤原良継     | 大同元年6月 （806年6月）            | 藤原乙牟漏の父、平城・嵯峨天皇の外祖父 |
| 阿倍古美奈   | 大同元年6月 （806年6月）            | 藤原乙牟漏の母、平城・嵯峨天皇の外祖母 |
| 藤原園人     | 弘仁9年12月19日 （819年1月18日）    | 右大臣、従二位 |
| 藤原百川     | 弘仁14年5月6日 （823年6月17日）     | 参議、従三位、淳和天皇の外祖父 |
| 藤原諸姉     | 弘仁14年5月6日 （823年6月17日）     | 藤原百川の妻、淳和天皇の外祖母 |
| 藤原冬嗣     | 天長3年7月26日 （826年9月1日）      | 左大臣、正二位 |
| 橘清友       | 天長10年 （833年）                  | 仁明天皇の外祖父、内舎人、正五位上 |
| 田口三千媛   | 天長10年 （833年）                  | 橘清友の妻、仁明天皇の外祖母 |
| 橘奈良麻呂   | 承和14年10月5日 （847年11月16日）   | 仁明天皇の外曽祖父、正四位下、右大弁。承和10年8月15日（843年9月12日）、贈従三位権大納言。                                                                     |
| 藤原美都子   | 嘉祥3年8月 （850年9月）             | 藤原冬嗣の妻、文徳天皇の外祖母 |
| 源常         | 仁寿4年10月4日 （854年10月28日）    | 左大臣、正二位 |
| 源潔姫       | 天安2年 （858年）                   | 藤原良房の妻、清和天皇の外祖母 |
| 藤原良相     | 貞観9年10月10日 （867年11月9日）    | 右大臣、正二位 |
| 源信         | 貞観11年3月 （869年4月）            | 左大臣、正二位 |
| 藤原良房     | 貞観14年9月4日 （872年10月9日）     | 摂政、太政大臣、従一位 |
| 藤原長良     | 貞観19年1月 （877年1月）            | 従二位、権中納言、陽成天皇の外祖父 |
| 藤原乙春     |                                     | 藤原長良の妻、陽成天皇の外祖母 |
| 藤原総継     | 元慶8年2月23日 （884年3月23日）     | 光孝天皇の外祖父 |
| 藤原数子     |                                     | 藤原総継の妻、光孝天皇の外祖母 |
| 藤原基経     | 寛平3年1月13日 （891年2月24日）     | 摂政、関白、太政大臣、従一位 |
| 源融         | 寛平7年8月28日 （895年9月20日）     | 従一位、左大臣 |
| （源能有）   | 寛平9年6月8日 （897年7月11日）      | 正三位、右大臣、贈正二位（『 日本紀略』『一代要記』では贈正二位とされ、『公卿補任』『尊卑分脈』では贈正一位とする。）                                         |
| 操子女王     | 寛平9年12月7日 （898年1月3日）      | 藤原基経の妻、醍醐天皇の外祖母 |
| 藤原高藤     | 昌泰3年3月14日 （900年4月15日）     | 正三位、内大臣、勧修寺流の始祖 |
| 藤原淑子     | 延喜6年5月30日 （906年6月24日）     | 藤原長良の娘、宇多天皇義母 |
| 宮道列子     | 延喜7年 （907年）                   | 藤原高藤の妻、醍醐天皇の外祖母 |
| 藤原時平     | 延喜9年4月5日 （909年4月27日）      | 左大臣、正二位 |
| 源光         | 延喜13年3月18日 （913年4月27日）    | 右大臣、正二位 |
| 藤原満子     | 承平7年10月 （937年11月）           | 藤原高藤の娘、醍醐天皇の外伯母 |
| 藤原忠平     | 天暦3年8月18日 （949年9月13日）     | 摂政、関白、太政大臣、従一位 |
| 源昭子       |                                     | 源能有の娘、藤原忠平の妻 |
| 藤原盛子     | 康保4年 （967年）                   | 藤原師輔の妻、冷泉天皇・円融天皇の外祖母 |
| 藤原師尹     | 安和2年10月20日 （969年12月2日）    | 従一位、左大臣 |
| 藤原実頼     | 天禄元年5月20日 （970年6月26日）    | 摂政、関白、太政大臣、従一位 |
| 藤原伊尹     | 天禄3年11月5日 （972年12月13日）    | 摂政、太政大臣、従一位 |
| 藤原兼通     | 貞元2年11月20日 （978年1月1日）     | 関白、太政大臣、従一位 |
| 藤原時姫     | 寛和3年2月 （987年3月）             | 藤原兼家の妻、一条天皇・三条天皇の外祖母 |
| 藤原頼忠     | 永延3年7月20日 （989年8月23日）     | 関白、太政大臣、従一位 |
| 藤原為光     | 正暦3年6月16日 （992年7月18日）     | 太政大臣、従一位 |
| 菅原道真     | 正暦4年5月20日 （993年6月12日）     | 右大臣、従二位、贈正二位、贈太政大臣 |
| 源雅信       | 正暦4年7月29日 （993年8月19日）     | 従一位、左大臣 |
| 藤原道兼     | 長徳元年5月25日 （995年6月25日）    | 関白、右大臣、正二位 |
| 源重信       | 長徳元年5月25日 （995年6月25日）    | 左大臣、正二位 |
| 藤原嬉子     | 万寿2年8月29日 （1025年9月23日）    | 後朱雀天皇の尚侍、後冷泉天皇の母 |
| 藤原公季     | 長元2年10月17日 （1029年11月25日）  | 太政大臣、従一位 |
| 藤原能信     | 延久5年5月 （1073年6月）            | 正二位、権大納言、白河天皇の養外祖父 |
| 藤原祉子     | 延久5年5月 （1073年6月）            | 藤原能信の妻、白河天皇の外祖母 |
| 藤原教通     | 承保2年10月6日 （1075年11月16日）   | 関白、太政大臣、従一位 |
| 源顕房       | 嘉保元年 （1094年）                 | 従一位、右大臣 |
| 藤原実季     | 嘉承2年 （1107年）                  | 正二位、大納言、鳥羽天皇の外祖父 |
| 藤原長実     | 久安2年10月4日 （1146年11月9日）    | 正三位、中納言、近衛天皇の外祖父 |
| 源方子       | 久安2年10月4日 （1146年11月9日）    | 藤原長実の妻、近衛天皇の外祖母 |
| 近衛基実     | 永万2年8月12日 （1166年9月8日）     | 摂政、関白、従一位、左大臣、近衛家始祖 |
| 平時信       | 仁安3年6月 （1168年7月）            | 高倉天皇の外祖父 |
| 藤原祐子     | 仁安3年6月 （1168年7月）            | 平時信の妻、高倉天皇の外祖母 |
| 藤原頼長     | 治承元年8月3日 （1177年8月28日）    | 従一位、左大臣 |
| 藤原休子     | 建久元年4月 （1190年5月）           | 藤原信隆の妻、後鳥羽天皇の外祖母 |
| 平親範       | 承久2年 （1220年）                  | 正三位、民部卿 |
| 徳川家康     | 元和3年3月9日 （1617年4月14日）     | 江戸幕府初代征夷大将軍、太政大臣 |
| 徳川秀忠     | 寛永9年2月10日 （1632年3月30日）    | 江戸幕府2代征夷大将軍、太政大臣、従一位 |
| 徳川家光     | 慶安4年5月17日 （1651年7月4日）     | 江戸幕府3代征夷大将軍、従一位、左大臣 |
| 徳川家綱     | 延宝8年5月21日 （1680年6月17日）    | 江戸幕府4代征夷大将軍、右大臣、正二位 |
| 徳川綱吉     | 宝永6年1月23日 （1709年3月4日）     | 江戸幕府5代征夷大将軍、右大臣、正二位 |
| 徳川綱重     | 宝永6年9月7日 （1709年10月9日）     | 甲府藩主、徳川家宣の父、参議、正三位 |
| 徳川家宣     | 正徳2年11月3日 （1712年12月1日）    | 江戸幕府6代征夷大将軍、内大臣、正二位 |
| 徳川家継     | 正徳6年5月12日 （1716年7月1日）     | 江戸幕府7代征夷大将軍、内大臣、正二位 |
| 徳川吉宗     | 宝暦2年6月10日 （1752年7月20日）    | 江戸幕府8代征夷大将軍、右大臣、正二位 |
| 徳川家重     | 宝暦11年7月24日 （1761年8月24日）   | 江戸幕府9代征夷大将軍、右大臣、正二位 |
| 徳川家治     | 天明6年9月22日 （1786年10月13日）   | 江戸幕府10代征夷大将軍、右大臣、正二位 |
| 徳川家斉     | 天保12年2月17日 （1841年4月8日）    | 江戸幕府11代征夷大将軍、太政大臣、従一位 |
| 徳川家基     | 嘉永元年7月9日 （1848年8月7日）     | 徳川家治の長男、従二位、権大納言 |
| 徳川家慶     | 嘉永6年8月21日 （1853年9月23日）    | 江戸幕府12代征夷大将軍、従一位、左大臣 |
| 徳川家定     | 安政5年7月21日 （1858年8月29日）    | 江戸幕府13代征夷大将軍、従一位、内大臣 |
| 徳川家茂     | 慶応2年7月20日 （1866年8月29日）    | 江戸幕府14代征夷大将軍、従一位、右大臣 |
| 楠木正成     | 明治13年（1880年） 7月20日          | 武将、検非違使、河内守、従五位上 |
| 新田義貞     | 明治15年（1882年） 8月7日           | 武将、正四位下、左近衛中将、播磨守、越後守 |
| 岩倉具視     | 明治18年（1885年） 7月20日          | 右大臣 |
| 三条実美     | 明治24年（1891年） 2月18日          | 太政大臣、公爵。叙位日当日に病死した。 |
| 和気清麻呂   | 明治31年（1898年） 3月18日          | 従三位民部卿。薨去後、贈正三位。 |
| 三条実万     | 明治32年（1899年） 9月26日          | 内大臣 |
| 徳川光圀     | 明治33年（1900年） 11月16日         | 水戸藩主、従三位、権中納言 |
| 島津斉彬     | 明治34年（1901年） 5月16日          | 薩摩藩主。従四位上、左近衛権中将兼薩摩守。 |
| 毛利敬親     | 明治34年（1901年） 5月16日          | 長州藩主。従二位、権大納言。 |
| 徳川斉昭     | 明治36年（1903年） 6月27日          | 水戸藩主、権中納言、従三位 |
| 近衛忠煕     | 明治37年（1904年） 3月17日          | 関白、左大臣、従一位 |
| 毛利元就     | 明治41年（1908年） 4月2日           | 戦国大名、従四位上、陸奥守 |
| 北畠親房     | 明治41年（1908年） 9月9日           | 准后、従一位 |
| 豊臣秀吉     | 大正4年（1915年） 8月18日           | 戦国大名、天下人、関白、太政大臣、従一位 |
| 織田信長     | 大正6年（1917年） 11月17日          | 戦国大名、天下人、右大臣、正二位 |

## 正一位の神階を受けた人物
| 名前       | 神社       | 神号                | 叙位日                              | 備考・説明                                               |
| ---------- | ---------- | ------------------- | ----------------------------------- | -------------------------------------------------------- |
| 藤原鎌足   | 談山神社   | 談山権現 談山大明神 |                                     | 後花園上皇により談山大明神の神号および正一位を賜る       |
| 豊臣秀吉   | 豊国神社   | 豊国大明神          | 慶長4年4月19日 （1599年）           | 神号授与は4月16日                                        |
| 徳川家康   | 東照宮     | 東照大権現          | 正保2年11月3日 （1645年12月20日）   | 神階授与と同時に宮号が宣下され、東照社から東照宮となる。 |
| 源満仲     | 多田神社   | 多田大権現          | 元禄9年8月21日 （1696年9月17日）    | 清和源氏2代。文明4年8月17日（1472年9月28日）、贈従二位。 |
| 源経基     | 六孫王神社 | 六孫王大神          | 元禄14年11月18日 （1701年12月17日） | 清和源氏初代。                                           |
| 柿本人麻呂 | 柿本神社   | 柿本大明神          | 享保8年                             |                                                          |
| 和気清麻呂 | 護王神社   | 護王大明神          | 嘉永4年（1851年）3月15日            | 神階を受けた当時は、神護寺境内の護王善神                 |

## 逸話
明治45年（1912年) 4月27日、11歳の裕仁親王（後の昭和天皇）が解剖したトノサマガエルに「正一位蛙大明神」と名付け庭に埋めたという話がある。